# Sibylla av Acerra
Sibylla av Acerra, född 1153, död 1205, var drottning av Sicilien som gift med kung Tankred av Sicilien. Hon var Siciliens regent 1194.

## Biografi
Hon var syster till greve Rickard av Acerra. Hennes make besteg tronen 1189. 
Vid Tancreds död 1194 blev hon regent som förmyndare för sin son Vilhelm. Strax därpå invaderades dock fastlandet (Syditalien) av den tysk-romerska kejsaren. Neapel kapitulerade frivilligt, och då ön Sicilien invaderades gav sig Messina utan strid av rädsla för repressalier. 
I december 1194 erövrades Palermo och Sibylla tvingades formellt lägga ned sin och sin sons regering och överlåta tronen på kejsaren. I utbyte tillerkändes hon länen Lecce och Taranto. Kort därpå anklagades hon dock för konspiration och fängslades med sina barn och anhängare, bland dem, Nicole Ajello, ärkebiskop av Salerno, och Margarito i Brindisi. 
Sibylla placerades med sina döttrar i ett kloster i Alsace och släpptes först efter kejsarens död 1197.